# Krokslättsgymnasiet
Krokslättsgymnasiet startades som ett vårdgymnasium 1992 längs med Göteborgsvägen i Mölndals kommun söder om Göteborg, har nu cirka 400 elever och hyr sina lokaler i Krokslätts fabriker av Husvärden AB, som övertog fastigheterna 1994. Lokalerna var ursprungligen en textilindustri byggd på 1890-talet, men är nu ombyggda invändigt. År 1991 byggnadsminnesförklarades husen, som idag är Q-märkta. 1999 överfördes omvårdnadsprogrammet till Mölndals kommun.

## Program, inriktningar och profiler
- Barn- och Fritidsprogrammet (BF) - inriktning Pedagogiskt arbete och Fritid & Hälsa
- Vård- och omsorgsprogrammet (VO) - (16 veckors praktik ingår)
- Introduktionsprogrammet (IM) - Programinriktat individuellt val, Yrkesintroduktion, Språkintroduktion (SPRINT)

Gymnasiesärskolan finns också på Krokslättsgymnasiet.